# 蓬特塞苏雷斯
蓬特塞苏雷斯，是西班牙加利西亚自治区蓬特韦德拉省的一个市镇。 总面积7平方公里，总人口2940人（2001年），人口密度420人/平方公里。